# Bésayes
Bésayes é uma comuna francesa na região administrativa de Auvérnia-Ródano-Alpes, no departamento de Drôme. Estende-se por uma área de 9,53 km². Em 2010 a comuna tinha 1 274 habitantes (densidade: 133,7 hab./km²).